# Paolo Stanzani
Paolo Stanzani (Bologna, 20 luglio 1936 – Bologna, 18 gennaio 2017) è stato un ingegnere italiano, progettista di vetture ad alte prestazioni.

## Biografia
Laureatosi nel 1962 in ingegneria meccanica, presso l'Università di Bologna, viene subito assunto alla Automobili Ferruccio Lamborghini SpA il 30 settembre 1963 in qualità di assistente dell'Ingegner Gian Paolo Dallara, allora Direttore Tecnico dell’Azienda.
Ha lavorato per molti anni alla Lamborghini. Fino al 1967 Paolo Stanzani si occupa in particolare dei calcoli dimensionali-strutturali, del Reparto Esperienze (Sale prova motori, Prove su strada, Omologazione) e dei rapporti con le Carrozzerie (Touring, Bertone, Marazzi, Zagato, Silat). È l'epoca della 350 GT, 400 GT, Islero e soprattutto della Miura. Considerato uno dei padri della Miura per lo sviluppo tecnico, dalla metà del 1968 assume l’incarico di Direttore Generale e Direttore Tecnico. Sono gli anni in cui entrano in produzione modelli leggendari come l’Espada, la Jarama, la Miura S, la Miura SV, l’Urraco e la Countach. Mentre è ancora in Lamborghini, Paolo Stanzani progetta la concept BMW Turbo, disegnata da Paul Bracq (le forme verranno riprese sei anni più tardi dalla supercar M1) e nata per celebrare i Giochi Olimpici di Monaco di Baviera 1972. La scocca è presa in prestito dalla Urraco mentre il motore è un 2.0 a quattro cilindri derivato da quello della 2002tii..

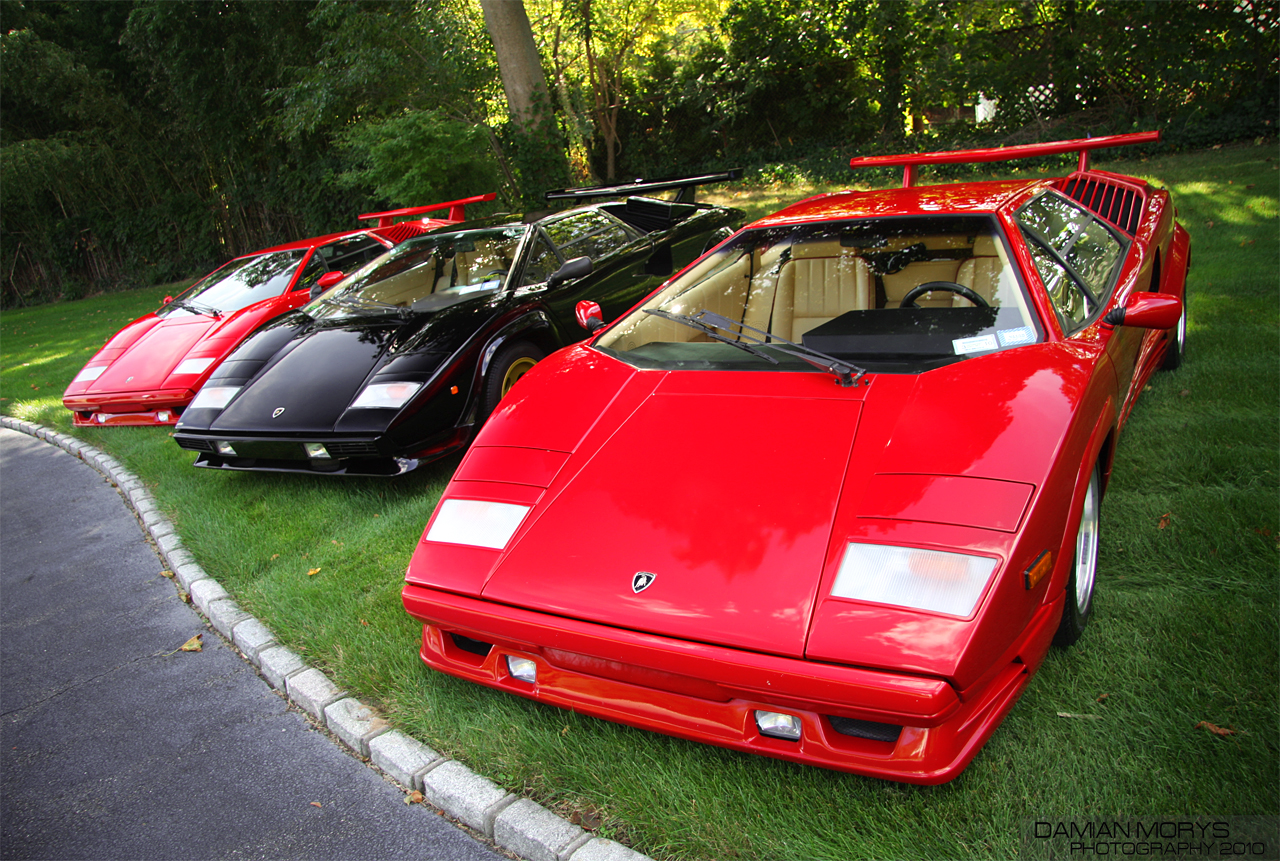
Lamborghini Countach è la vettura più nota e di successo del progettista bolognese

Dopo la cessione dell'azienda da parte del fondatore, all'inizio del 1975 decise di lasciarla e dedicarsi ad altri progetti, tra i quali la diga di Ridracoli. Fra il 1979 e il 1986 si occupò di progettazione conto terzi per alcune case automobilistiche (Renault, Alfa Romeo, Suzuki) e fondò a Bologna uno studio di ingegneria e economia aziendale. Questo studio si è poi ingrandito nel tempo, diventando il Gruppo PRO, operante dell'It quale partner globale delle aziende nell'offerta di software per la gestione d'impresa e nella conduzione di progetti di carattere organizzativo e tecnologico.
Nel 1987 diede vita, insieme all'imprenditore Romano Artioli, alla rinascita del marchio Bugatti, fondando la Bugatti Automobili SpA il 14 ottobre 1987. Socio di minoranza, fu anche Amministratore Unico e Direttore Tecnico fino alla metà del 1990, quando lasciò l'azienda per insanabili contrasti con il socio di maggioranza Romano Artioli, che esercitava il suo peso azionario attraverso la lussemburghese Bugatti International. Quando dovette abbandonare la Bugatti, il primo prototipo della prima supercar EB110 era in via di ultimazione e altri quattro in fase di realizzazione. Stanzani progettò una supercar innovativa per l'epoca: il gruppo motopropulsore centrale riuniva in un unico corpo il motore, l’innesto a frizione, il cambio, i differenziali centrale e posteriore; le sospensioni erano a flessibilità variabile; il telaio monoscocca era in “honeycomb” e la carrozzeria in alluminio con profilatura fortemente aerodinamica; i serbatoi del carburante erano disposti centralmente. Quando la EB110 venne presentata, nel settembre 1991, era l’auto di serie più veloce del mondo. 
Lasciata la Bugatti, viene chiamato in F1 dalla Scuderia Italia di Beppe Lucchini. Qui ritrova nel 1991 l'Ing. Dallara, fornitore dei telai per il team bresciano. Proseguirà con la Scuderia Italia fino al 1996, e fu promotore della fusione del team con la Minardi nel 1994.
È considerato uno dei "padri nobili" della prima produzione Lamborghini, in particolare ebbe un ruolo tecnico importante nella creazione di modelli celeberrimi, come la "Miura", e fu il padre della "Espada", la "Urraco", la "Countach", oltre alla Bugatti EB 110.